# The Game
Джейсон Терелл Тейлор (англ. Jayceon Terrell Taylor; нар. 29 листопада 1979, Комптон, Каліфорнія, США), відоміший під сценічним ім'ям The Game, іноді просто Game — репер із Західного узбережжя США. Після випуску свого дебютного незалежного альбому Untold Story у 2004 році його помітив репер і продюсер звукозапису Dr. Dre і підписав на свій лейбл Aftermath. The Game здобув популярність у 2005 році завдяки успіху його дебютного альбому The Documentary на мейджор-лейблі та двох номінацій на премію Греммі, і досяг ще більшого успіху з наступним альбомом Doctor's Advocate 2006 року. У березні 2005 року Американська асоціація компаній звукозапису сертифікувала The Documentary двічі платиновим.
Отримав популярність в 2005 році після успішного дебюту свого першого альбому The Documentary. Відтоді The Game вважається головною рушійною силою в поверненні хіп-хопу Західного узбережжя в меінстрім і конкуренції з хіп-хопом Східного узбережжя. Також The Game є єдиним виконавцем із Західного узбережжя, що випустив мульти-платиновий альбом (The Documentary), з часів альбому Dr. Dre 2001, який вийшов в кінці 1999 року (проте, альбом Снуп Догга під назвою Tha Last Meal був проданий в кількості 2 мільйонів копій, але був названий лише платиновим). The Game також здобув популярність за участь в хіп-хоп міжусобицях з такими виконавцями, як 50 Cent, G-Unit, Jay-Z, Meek Mill та іншими.

## Ранні роки
Джейсон Терелл Тейлор народився в Комптоні, Каліфорнія в мами Лінетт Байкер і батька Джорджа Тейлора, предки якого були іспанцями і корінними американцями. Після того, як його старша сестра звинуватила його батька в сексуальному домаганні, їх сім'я розпалася і Тейлор жив в прийомній сім'ї протягом восьми років в Карсоні, передмісті Лос-Анджелеса (знаходиться безпосередньо на північний захід від Комптона). Коли Тейлору було тринадцять, його мати знову отримала опікунство, і він об'єднався зі своєю сім'єю в Комптоні. Подальші роки він провів в районі в банді Crips, відомому як Сантана Блокк, проте згодом він приєднався до Bloods. Тейлор заявив також, що його батьки були в рядах Crips. Після закінчення Комптонськой середньої школи, Тейлор недовгий час вчився в університеті штату Вашингтон за рахунок стипендії, видаваної членам баскетбольної команди. Проте він вилетів в першому ж семестрі за те, що у нього знайшли наркотики. І відтоді він повністю занурився у вуличне життя і почав торгувати наркотиками. У вісімнадцять років він почав підтримувати свого звідного брата Big Fase 100, який був лідером банди Cedar Block Pirus. 2001 року в ході невдалої операції з наркотиками Тейлор отримав п'ять вогнепальних поранень: у серце, шлунок, обидві руки і нога. Після перестрілки Тейлор провів три дні в комі і в процесі відновлення вирішив почати кар'єру в реп-індустрії.

## Музична кар'єра

### Початок кар'єри
Вивчаючи різні відомі реп-альбоми, The Game розробив власну стратегію становлення репером і за допомогою свого зведеного брата Big Fase 100 заснував звукозаписний лейбл The Black Wall Street Records. Спочатку на цей лейбл були підписані такі артисти, як Glasses Malone, Vita, Nu Jerzey Devil і сам The Game. Його сценічне ім'я було придумане його бабусею, яка дала йому цей нік, тому що вважала, що він завжди охоче погоджувався на різні справи, був готовий до всього (was always «Game» for everything). The Game вперше здобув популярність, коли він побував на хіп-хоп саміті, який організували Расселл Сіммонс і Луї Фаррахан, представляючи свій перший мікстейп You Know What It Is Vol. 1 в 2002 році, після чого записався на незалежному лейблі Get Low Recordz, власником якого є JT the Bigga Figga. Спочатку, Шон Комбс (P.Diddy) з Bad Boy Records збирався підписати його на свій лейбл, але запис The Game попав в руки відомого продюсера Dr. Dre, який підписав його на свій лейбл Aftermath Entertainment у 2003 році. Щоб отримати вигоду з підвищеної уваги до власної персони, The Game продовжив записувати музику. У жовтні 2004, він випустив свій перший альбом Untold Story, записаний на Get Low Recordz, який був проданий в кількості 82 тисяч копій в перебігу перших трьох місяців. У створенні альбому брали участь такі артисти, як Sean T, Young Noble і JT the Bigga Figga. The Game також з'являвся на записах різних ді-джеїв, таких як DJ Kay Slay, DJ Whoo Kid і DJ Clue. The Game також випустив другий мікстейп You Know What It Is Vol. 2 через свій власний лейбл, а також з'явився у відеогрі NBA Live 2004 в пісні продюсера Fredwreck по назвою «Can't Stop Me».

### The Documentary,Doctor's Advocateі конфлікт з 50 Cent (2003-2007)
Game мав контракт із Aftermath Entertainment, Dr. Dre та власник лейблу Interscope Джиммі Айовін вирішили, що він працюватиме з 50 Cent і G-Unit, оскільки вони вважали, що це збільшить інтерес шанувальників як до Game, так і до G-Unit. Незабаром він знявся в кліпах 50 Cent, Lloyd Banks, Young Buck і Fabolous. Вперше він з'явився в кліпі «In da Club», танцюючи з дівчиною. Починаючи свою кар'єру, він був втягнутий у конфлікти G-Unit з Джо Бадденом і Джа Рулом. 2004 року, перед випуском свого першого синглу «Westside Story», він разом із Джимом Джонсом і Cam'ron виступив у синглі «Certified Gangstas».
Дебютний альбом Гейма The Documentary спочатку мав назву Nigga Wit' An Attitude Volume 1 (як чути в тексті пісні «Dreams»), але було змінено на прохання вдови Eazy-E. Основними продюсерами альбому були Dr. Dre і 50 Cent. Хіт-сингли «How We Do» і «Hate It or Love It» незабаром були номіновані на премію «Греммі». The Documentary вийшов 18 січня 2005 року, дебютував під номером 1 у Billboard 200 і став десятим найпродаванішим альбомом у США 2005 року. У Великобританії він дебютував під №7. У світі було продано близько п'яти мільйонів примірників.
На початку 2005 року Game вступив у ворожнечу з G-Unit. Ще до того, як вийшов дебютний альбом Game на мейджор-лейблі та їхня ворожнеча стала публічною, між Game та 50 Cent виникла напруга. Невдовзі після виходу документального фільму 50 Cent розповів про нещасний випадок, який стався в стриптиз-клубі, заявивши, що він відчув, що Гейм не має бажання дисити Fat Joe і Jadakiss після пісні «New York» Джа Рула, і згодом вигнав його з G-Unit. 50 Cent також стверджував, що він не отримав належної заслуги у створенні The Documentary, оскільки він написав шість пісень, усі з яких Гейм заперечував. Під час цієї суперечки член оточення Гейма був застрелений під час протистояння, яке сталося в студії Hot 97 у Нью-Йорку.
Після того, як ситуація між ними загострилася, 50 Cent і Game провели прес-конференцію, щоб оголосити про своє примирення. У шанувальників були змішані почуття щодо того, чи створили репери рекламний трюк, щоб збільшити продажі двох альбомів, які вони щойно випустили Nevertheless, even after the situation had apparently deflated,. Однак, навіть після того, як ситуація, очевидно, покращилася, G-Unit продовжили ворогувати з Game, піддаючи сумніву його вуличний образ у медіа та стверджуючи, що без їхньої підтримки він не досяг би успіху, якщо б випустив другий альбом. Game відповів під час виступу на фестивалі Summer Jam і розпочав бойкот G-Unit під назвою «G-Unot».
Після виступу на Summer Jam Гейм відповів піснею під назвою «300 Bars and Runnin'», розширеним «дисом», спрямованим на G-Unit, а також на членів Roc-A-Fella Records у мікстейпі You Know What It Is, Vol. 3. Трек унікальний тим, що він триває майже 14 хвилин, у ньому Гейм критикує всіх членів G-Unit, серед багатьох інших. 50 Cent відповів своїм музичним кліпом на трек «Piggy Bank», у якому Гейм зображений у ролі ляльки Містера Картопляної Голови, а також пародіює інших суперників. Відтоді обидві групи продовжували атакувати одна одну. Game випустив ще два мікстейпи, Ghost Unit і мікстейп/DVD під назвою Stop Snitchin Stop Lyin. 50 Cent відповів на «Not Rich, Still Lyin'», де він висміює Гейма. Крім того, G-Unit почали реагувати на численні мікстейпи, а тодішній новий учасник G-Unit Spider Loc почав дисити Гейма. Гейм відповів «240 Bars (Spider Joke)», піснею, головним чином націленою на Spider Loc, але також зверненою до Tony Yayo та реп-групи M.O.P., а також піснею «The Funeral 100 Bars».
Ворожнеча між Game та Roc-A-Fella Records виникла внаслідок попереднього суперництва з Мемфісом Бліком щодо назви його лейблу (Get Low Records), який був схожий на той, з яким раніше був підписаний Game (Get Low Recordz). У синглі «Westside Story» Гейм пише: «Я не застібаю сорочки і не їжджу на Майбахах», що було сприйнято як випад в сторону Jay-Z, хоча Гейм заявив, що це було адресовано Джа Рулу. Пізніше Jay-Z виконав фрістайл на радіошоу Funkmaster Flex на Hot 97, і в ньому він неодноразово використовував слово game, яке деякі фанати хіп-хопу вважали спрямованим на Game. Гейм відповів піснею «My Bitch», у якій перший куплет спрямований на G-Unit, другий — на Jay-Z, а третій — на Шуга Найта.

Через суперечку з 50 Cent Game залишив Aftermath Entertainment і почав співпрацювати з Geffen Records, щоб звільнитися від будь-яких зобов’язань перед G-Unit. Другий альбом Гейма Doctor's Advocate вийшов 14 листопада 2006 року. Дата виходу альбому була перенесена Геймом, щоб довести, що він може досягти успіху без допомоги Дре і 50 Cent. Гейм спочатку оголосив у журналі XXL, що в альбомі буде кілька композицій Dre, однак під час інтерв’ю на Power 105 він оголосив, що в альбомі їх не буде (проте в Інтернеті є неопубліковані композиції, спродюсовані Dre, але невідомо, чому він не з’явився на Doctor's Advocate). Альбом дебютував під номером 1 у Billboard 200, продавши понад 358 000 копій за перший тиждень.

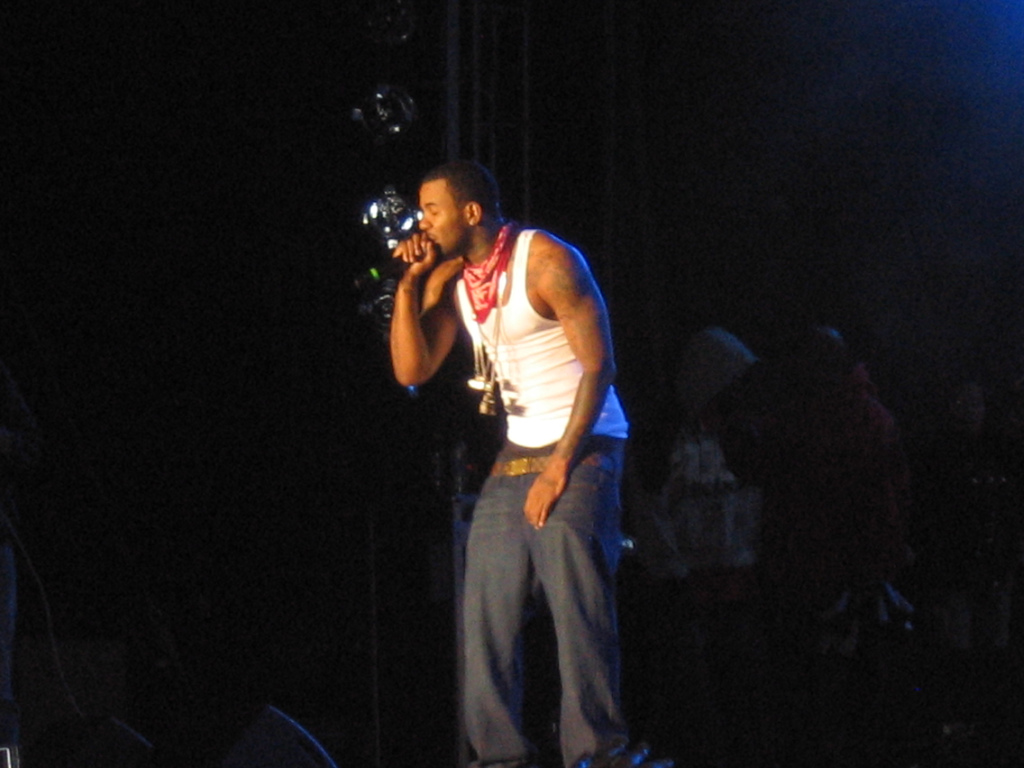
The Game на концерті в Чехії в 2007 році

У 2007 році він знявся в епізодичній ролі у фільмі «Beef IV».

### LAXіThe R.E.D. Album(2007-2012)
Новий альбом Game LAX вийшов 26 серпня 2008 року лейблом Geffen Records. Першим офіційним синглом стала пісня «Game's Pain», де в приспіві можна почути Кішу Коул. Іншими сингласми стали: «Dope Boys», яку Гейм виконав із Тревісом Баркером, «My Life» за участю Lil Wayne і «Camera Phone» разом з Ne-Yo. Альбом під номером 2 у Billboard 200, продавши понад 238 000 копій у перший тиждень. До 22 жовтня 2008 року продано 660 000 копій тільки в Сполучених Штатах. LAX отримав багато схвальних відгуків від критиків, які високо оцінили продакшн.
23 серпня 2011 року вийшов четвертий студійний альбом репера The R.E.D. Album на лейблах Aftermath Entertainment і Interscope Records. Гейм працював над цим релізом з 2009 року.. Першим офіційним синглом стала пісня «Red Nation» за участю репера Lil Wayne, на яку був знятий кліп. Сингл вийшов 12 квітня цього року в США, а 3 травня – у всьому світі. Наступним синглом стала пісня «Pot of Gold» за участю співака Кріса Брауна, на яку також було знято відео. Альбом дебютував на вершині чартів і продався у кількості 98 000 копій за перший тиждень.

### Jesus Pieceі наступні релізи (2012-2018)

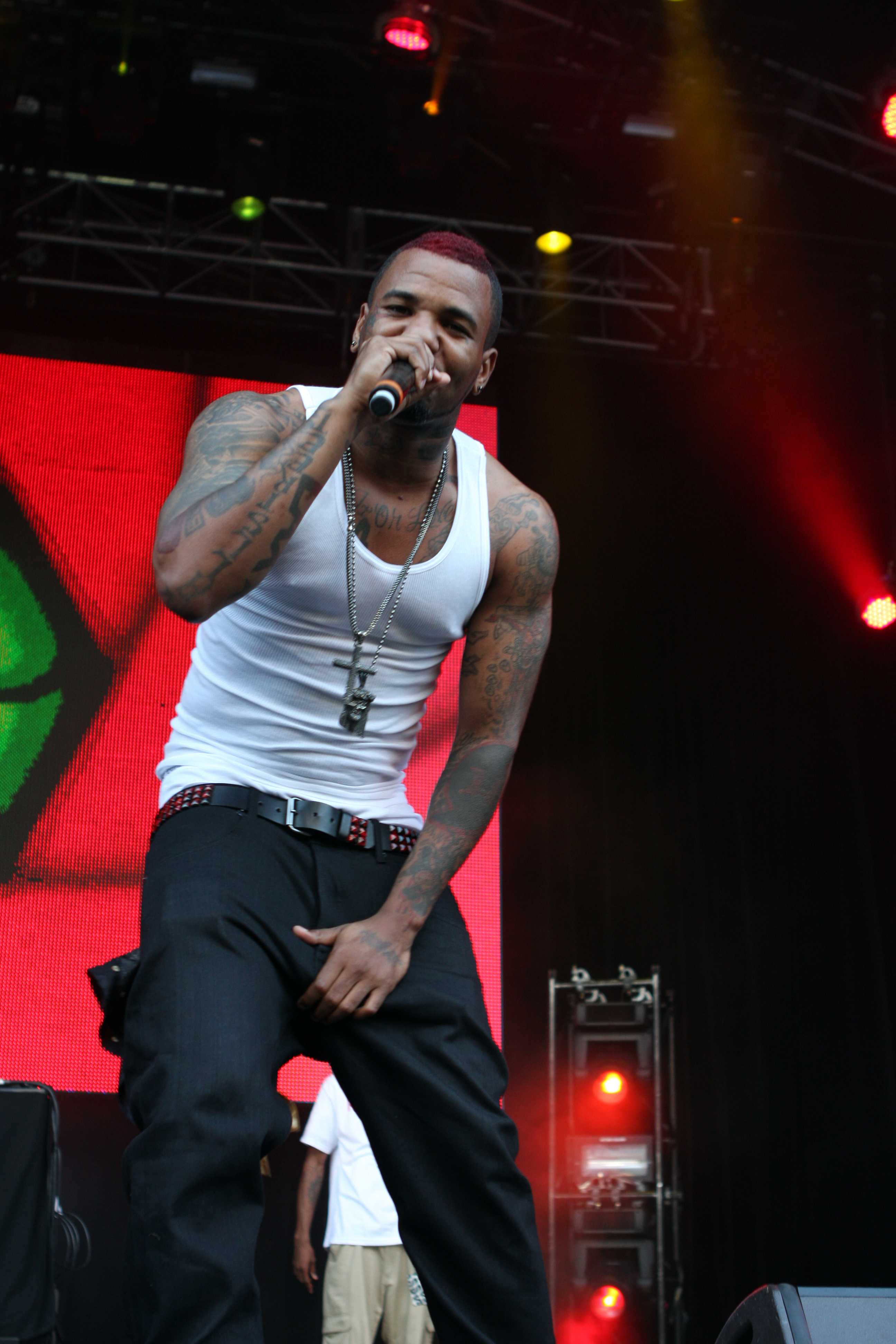
The Game у 2011 році

Незабаром після випуску восьмого студійного альбому, який довго відкладався, Гейм оголосив про початок роботи над своїм дев'ятим альбомом. У той час під назвою Soundtrack to Chaos він сказав, що в альбомі не буде його «викидати ім’я» або в якості запрошених виконавців для вокалу. У березні 2012 року Гейм оголосив, що назву альбому було змінено на F.I.V.E.: Fear Is Victory's Evolution і що це може бути його останнім альбомом, випущеним під Interscope [59], але 28 серпня репер опублікував нову назву: Jesus Piece.
Альбом вийшов 11 грудня 2012 року, до нього увійшли Ліл Уейн, Біг Шон, J. Cole, Rick Ross, 2 Chainz, Джеймі Фокс, Віз Халіфа, Tyga, Кріс Браун та інші. Гейм також виявив зацікавленість у створенні майбутнього спільного альбому з Крісом Брауном. Гейм пояснив, що концепція Jesus Piece не має духовної теми, але вона матиме «гангстерську» тему насолоди життям, а також віри в Бога. Jesus Piece став першим альбомом Game після The Documentary, у якому представлено продукцію Dr. Dre. Гейм оголосив у соціальних мережах, що щонеділі до виходу альбому він публікуватиме нову музику, яка не потрапила до остаточної версії альбому. Гейм порівняв якість продакшну альбому та велику кількість гостей із альбомом свого наставника Доктора Дре 2001. Після виходу альбом отримав загалом позитивні відгуки музичних критиків. Більшість рецензентів високо оцінили продакшн, гостей і сам альбом. Jesus Piece дебютував під шостим місцем у Billboard 200, продавши за перший тиждень 86 000 копій у Сполучених Штатах. Станом на 26 липня 2013 року було продано 281 000 копій згідно з Nielsen SoundScan.
1 жовтня 2013 року Гейм оголосив, що він офіційно залишає Interscope Records і що тепер він вільний.
8 жовтня The Game випустив свій перший проєкт після відходу з Interscope, мікстейп під назвою Operation Kill Everything.
14 жовтня 2014 року вийшов його черговий альбом Blood Moon: Year of the Wolf за участю таких гостей, як Yo Gotti, Lil Wayne, 2 Chainz, Too $hort, Кріс Браун, Young Jeezy та Tyga. Альбом рекламувався синглами «Bigger Than Me» і «Or Nah», на які були зняті кліпи. Альбом дебютував під номером 7 у Billboard 200 з продажами 32 885 копій за перший тиждень.
9 жовтня 2015 року Гейм і продюсер Skrillex випустили спільну пісню під назвою «El Chapo».
18 березня 2015 року репер оголосив про вихід свого нового альбому під назвою The Documentary 2, який вийде 30 червня 2015 року. Пізніше ця дата була перенесена на 7 серпня, потім на 28 серпня і, нарешті, на 9 жовтня 2015 року. Перший сингл під назвою «100» за участю Дрейка вийшов 26 червня 2015 року. Через сім днів після виходу альбому Гейм випустив другу половину альбому під назвою The Documentary 2.5. Обидві частини отримали дуже хороші відгуки.
1 серпня 2016 року в стриптиз-клубі Ace of Diamonds, де також перебував 50 Cent, The Game завершив майже 12-річну сварку між ними словами: «What happened, that shit was 12 years ago». (укр. «Що поробиш, це лайно було 12 років тому».).
16 вересня 2016 року репер опублікував пісню «92 Bars», п'ятихвилинний фрістайл для реклами свого восьмого альбому, але насправді це був дисс проти Мік Мілла.
14 жовтня 2016 року відбулася прем'єра восьмого студійного альбому Гейма під назвою 1992. Альбом містив сингл «All Eyez», випущений 20 червня 2016 року. Дизайн обкладинки альбому створив Джо Кул, автор обкладинки Doggystyle Снуп Догга.

### Born 2 Rap(2019-2021)
У грудні 2016 року The Game оголосив, що працює над своїм наступним і останнім альбомом. 21 червня 2019 року він випустив перший сингл альбому під назвою «West Side». 1 листопада 2019 року The Game випустив другий сингл «Stainless» за участю Андерсона Паака. Його дев'ятий студійний альбом Born 2 Rap вийшов 29 листопада 2019 року, у його сороковий день народження. Він дебютував під номером 19 у Billboard 200.

### Drillmatic – Heart vs. Mind(2021–дотепер)
У листопаді 2020 року The Game повернувся з «A.I. with the Braids» за участю Ліл Уейна, його першим синглом після Born 2 Rap. У січні 2021 року менеджер The Game, Wack 100, сказав AllHipHop, що хоча Game назвав Born 2 Rap своїм останнім альбомом, він повернувся в студію, працюючи над новим проєктом, попередньо під назвою 30 for 30. Більше подробиць не повідомляється.
У січні 2022 року ворожнеча між Game та 50 Cent відновилася після того, як останній розкритикував інтерв’ю Гейма Drink Champs із N.O.R.E., де він стверджував, що колишній конкурент 50 Cent із продажу платівок Каньє Вест зробив для мене «більше за два тижні, ніж [Доктор] Дре зробив для мене протягом усієї моєї кар'єри». The Game відповів, прокоментувавши, що він уклав весь G-Unit «в труну». Вважалося, що це стало наслідком того, що Game стверджував на Drink Champs, що він «найкращий і кращий репер», ніж колишній колега по лейблу Aftermath Емінем, з яким 50 Cent досі залишається близьким другом. Крім того, менеджер Game, Wack 100, підсвідомо викликав або поставив під сумнів довіру до 50 Cent через несподівану появу репера на шоу Super Bowl LVI у перерві та звинувачення в гострайтингу.
15 липня The Game анонсував свій одинадцятий альбом Drillmatic – Heart vs. Mind, розкривши обкладинку та дату виходу. Назва альбому - посилання до дрилу, одного з піджанрів сучасного хіп-хопу, а також алюзія на назву дебютного альбому Illmatic репера Nas. Альбом вийшов 12 серпня 2022 року. Виконавчими продюсерами альбому стали Hit-Boy, Каньє Вест, Wack 100 та інші. На альбомі були запрошені Хлоя Бейлі, Рік Росс, ASAP Rocky, колишній конкурент Мік Мілл, YoungBoy Never Broke Again, Біг Шон, YG та двадцять два інших у списку з 30 треків; сюди також входить дует з Каньє Вестом під назвою «Eazy», який містить семпли заголовної пісні Eazy-E 1988 року «Eazy-Duz-It», а також «The Black Slim Shady», яка є десятихвилинним диссом на Емінема. Продавши 25 000 еквівалентних одиниць за перший тиждень, він дебютував під номером дванадцять у Billboard 200, ставши найменш продаваним альбомом Гейма в його кар'єрі.

## Особисте життя
У Гейма двоє синів і одна дочка. Перший син народився 30 червня 2003 року, був названий Гарлем Керон Тейлор, 25 квітня 2007 народився другий син Кінг Джастіс Тейлор, ще пізніше 21 серпня 2010 дочка Калі Дрім Тейлор (хрещений батько Cali - Pharrell), у 2014 році удочерив дев'ятирічну дівчинку Медісон.
Гейм оголосив, що він заручений з актрисою та моделлю Валейшою Баттерфілд, донькою американського конгресмена Джорджа Баттерфілда. Пара мала одружитися в березні 2007 року, але заручини були скасовані в червні 2006 року.
Після того, як пара розірвала заручини, Гейм зав'язав стосунки з Тіффні Кембридж, вчителькою шостого класу. VH1 транслював два сезони Marrying the Game, реаліті-серіалу про Гейма та Тіффні, коли вони готувалися до вінчання. Стосунки були «коханням з першого погляду», коли Тіффні зустріла Джейсона. Попри застереження щодо кар'єри Гейма, стосунки тривали вісім років, але, попри серіал, жодних шлюбних планів не було. Кембридж звинувачувала Гейма у фізичному насильстві під час стосунків, що він заперечував.
Гейм був неодноразово заарештований за хуліанство і зберігання зброї.

## Дискографія
Студійні альбоми
- The Documentary (2005)
- Doctor's Advocate (2006)
- LAX (2008)
- The R.E.D. Album (2011)
- Jesus Piece (2012)
- Blood Moon: Year of the Wolf (2014)
- The Documentary 2 (2015)
- The Documentary 2.5 (2015)
- 1992 (2016)
- Born 2 Rap (2019)
- Drillmatic – Heart vs. Mind (2022)

Незалежні альбоми
- Untold Story (2004)
- West Coast Resurrection (2005)
- Untold Story, Vol. 2 (2005)
- G.A.M.E. (2006)

Компіляції
- Born in the Bay (2007)

Офіційні мікстейпи
- You Know What It Is Vol. 1 (2002)
- Ghost Unit (2005)
- Westside Story (2004)
- You Know What It Is Vol. 2: Throwin' Rocks at the Throne (2004)
- You Know What It Is Vol. 3 (2005)
- Stop Snitchin Stop Lyin[72] (Гості: DJ Skee та DJ Clue) (2005)
- You Know What It Is Vol. 4: Murda Game Chronicles (2007)
- The R.E.D. Room[73] (Гість: DJ Skee) (2010)
- Brake Lights[74] (Гість: DJ Skee) (2010)
- Purp & Patron[75] (Гості: DJ Skee та Funkmaster Flex) (2011)
- Purp & Patron: The Hangover[76] (Гості: DJ Skee та Funkmaster Flex) (2011)
- Hoodmorning (No Typo): Candy Coronas[77] (Гість: DJ Skee) (2011)
- California Republic[78] (Гість: DJ Skee) (2012)
- OKE (Гість: DJ Skee) (2013)